# جائزة غرامي لألبوم العام
جائزة جرامي لأفضل ألبوم في السنة يتم تقديمها من طرف الأكاديمية الوطنية لتسجيل الفنون والعلوم من الولايات المتحدة  كـ«تكريم الإنجاز الفني، والكفاءة الفنية والتميز العام في مجال  تسجيل الأغاني، بغض النظر عن مبيعات الألبوم أو الترتيب». ألبوم السنة تعتبر أشهر الجوائز في جوائز جرامي حيث بدأ تقديمها سنة 1959.
بغض النظر فإنه يتم تقديم الجائزة للفنان وحده، حيث تقدم الآن للفنان الرئيسي، الفنان المميز، المنتج، ومهندس و / أو المازج (mixer) ومهندس الإتقان. وفي عام 1962، تم تمديد اسم الجائزة لألبوم السنة (غير الكلاسيكية) ولكن، في عام 1965، عاد الاسم الأقصر. لم تقدم الجائزة حتى عام 1968، 1969، 1999، 2011، و 2014 إلى أن الجائزة فاز بها ألبومات الروك، وموسيقى الريف، الهيب هوب، الموسيقى المستقلة وكذلك  المويسقى الإلكترونية  على التوالي. اعتبارا من عام 2012، تم تأهيل الألبومات الكلاسيكية للحصول على هذه الجائزة، ولكن سيتم إيقاف جائزة أفضل ألبوم كلاسيكي  (رغم ذلك لم يتم ترشيح أي ألبوم كلاسيكي منذ ذلك الحين).
يتم ترشيح غلاف البوم من قبل الشركة

## الإنجازات

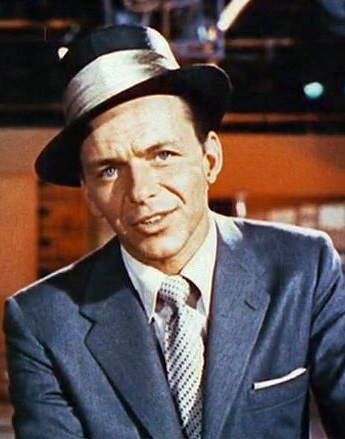
فرانك سيناترا هو أول من فاز مرتين والفائز ثلاث مرات. وذلك في عام 1960، 1966 و 1967

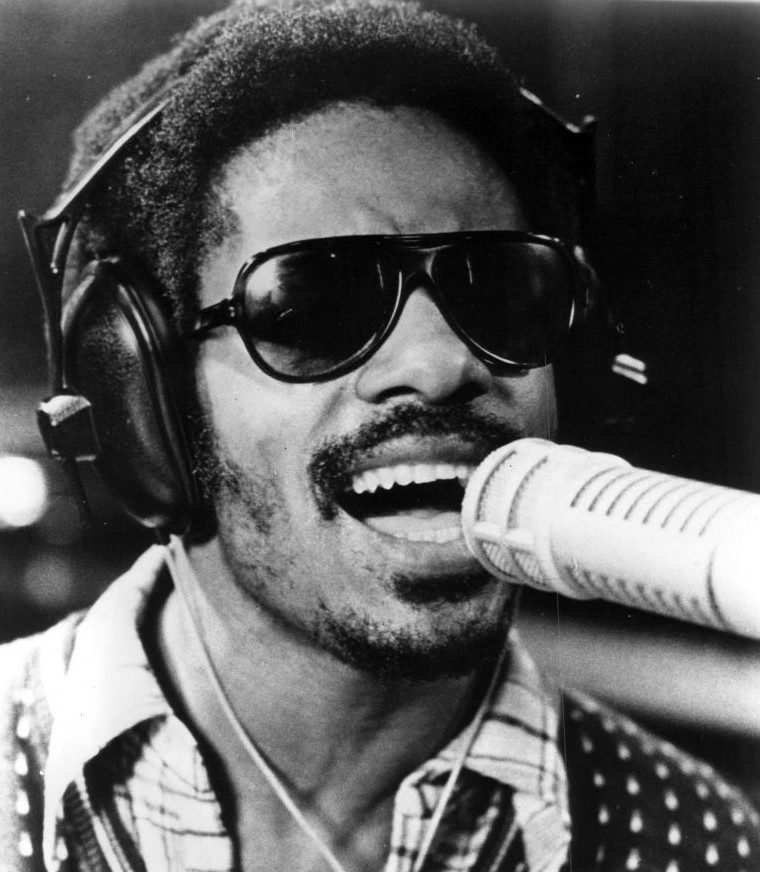
الفائز ثلاث مرات ستيفي وندر وفاز في عام 1974 و 1975 و 1977

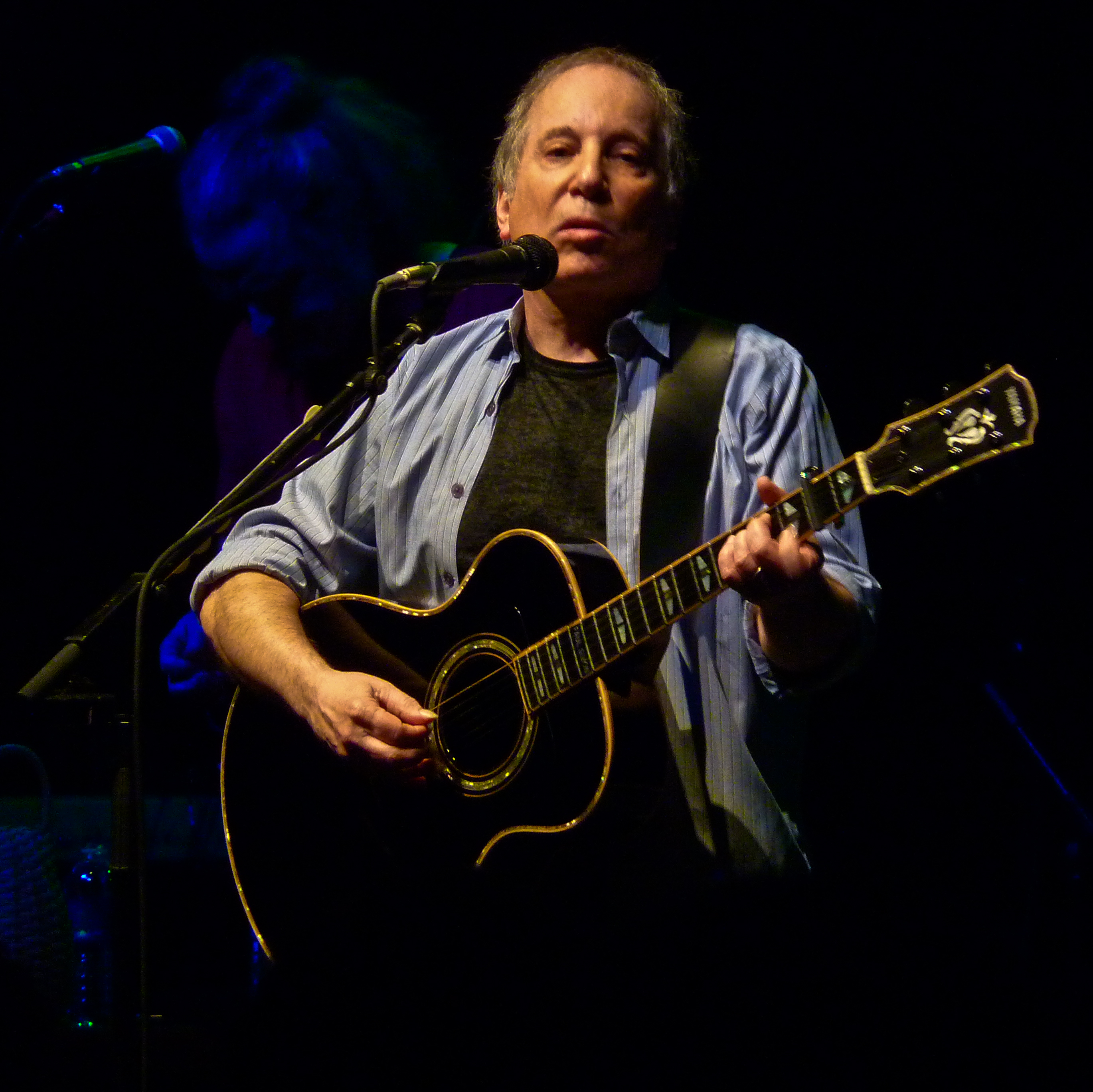
الفائز ثلاث مرات بول سايمون فاز مرتين كفنان رئيسي في عامي 1976 و 1987

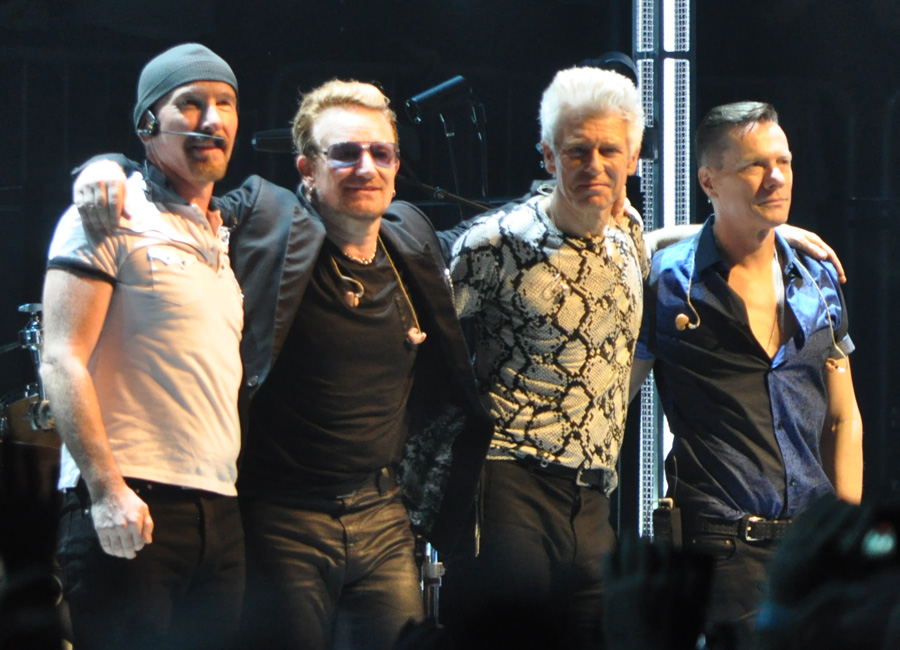
U2 هي الفرقة الوحيدة التي حققت الفوز مرتين في 1988 و 2006

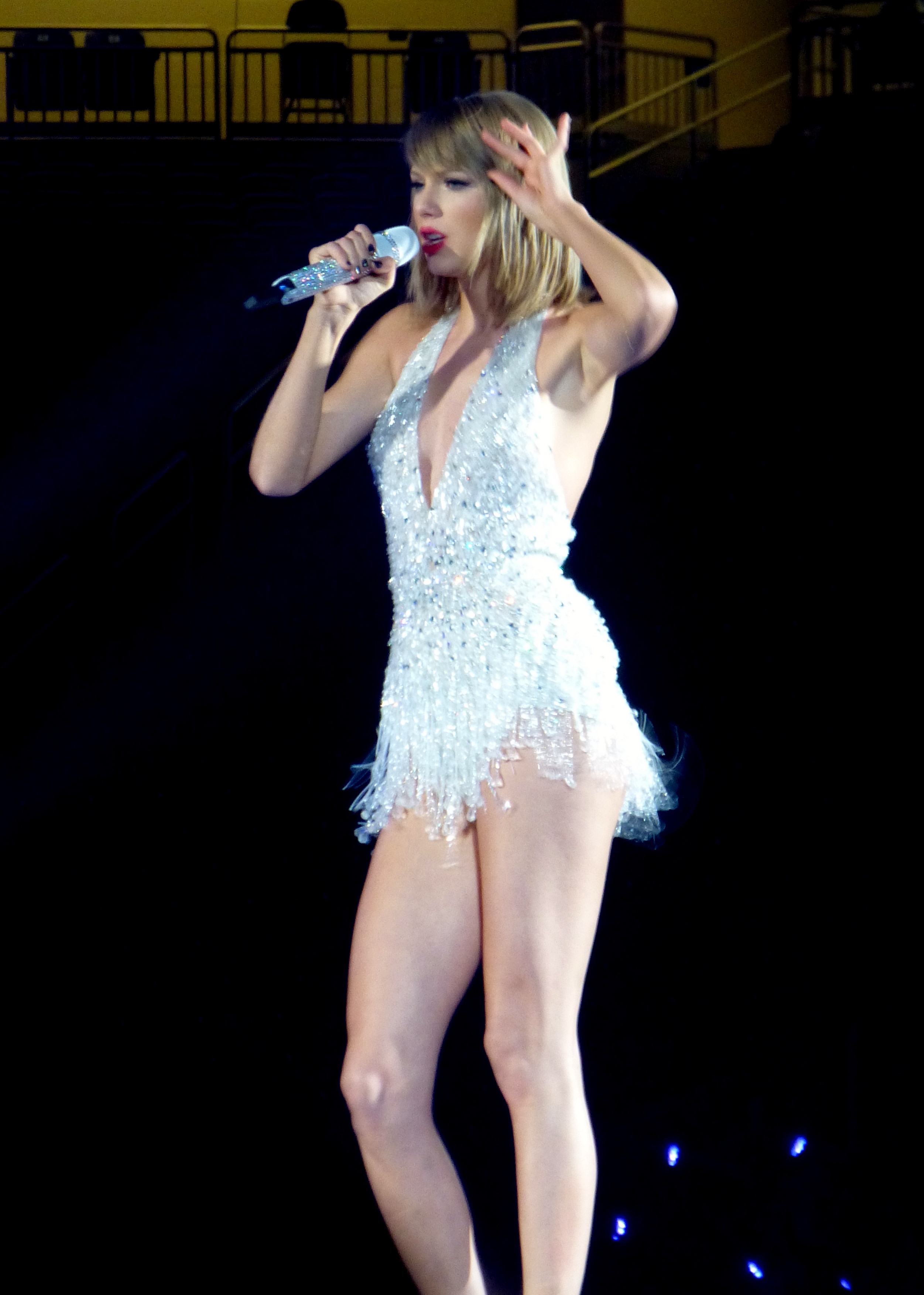
تايلور سويفت هي أول امرأة تفوز ثلاث مرات في 2010 و 2016 و 2021

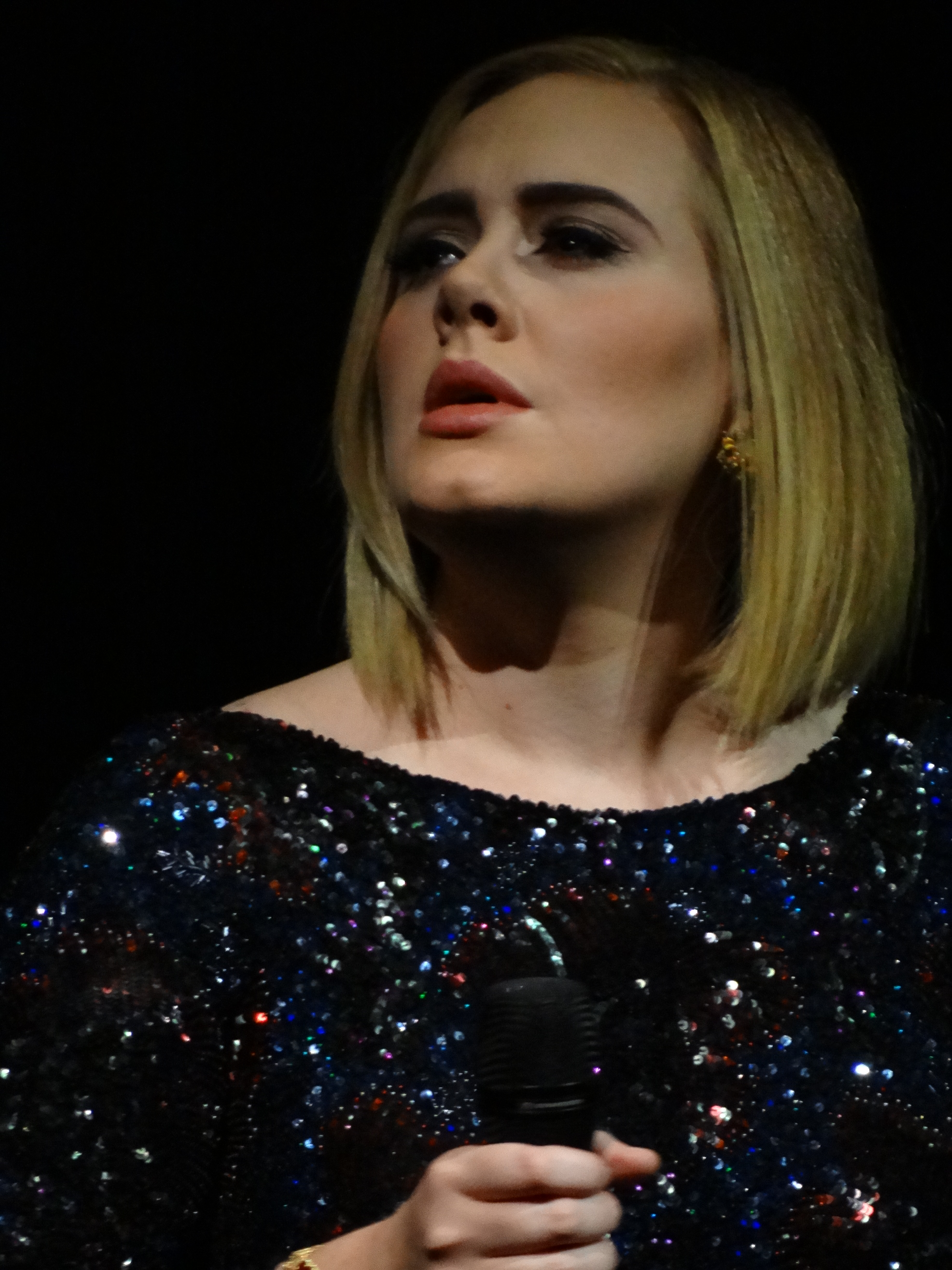
أديل الفائزة مرتين الفائز في عام 2012 و 2017

فرانك سيناترا، تايلور سويفت، ستيفي وندر، بول سايمون، دانيال لانويس كـ (منتج أغاني)، وبوب لودفيج  وتوم كوين (سواء كمهندسين إتقان) هم أكبر الفائزين في هذه الفئة مع ثلاثة انتصارات لكل منهم. لودفيج هو الشخص الوحيد الذي فاز بالجائزة ثلاث سنوات متتالية (2013-2015). بول مكارتني يقود جميع فناني الأداء  مع تسعة ترشيحات: خمسة كعضو في فريقالبيتلز، ثلاثة لألبومات منفردة، واحدة كعضو في وينجس. سيناترا يؤدي الأداء المنفرد مع ثمانية ترشيحات، سبعة لألبومات منفردة واحدة لألبوم الثنائي. مكارتني وسيمون هما الفنانين الوحيدين اللذان يملكان  ترشيحات العقد من 1960 إلى 2000 .
أول امرأة تفوز بهذه الجائزة هي جودي غارلند في عام 1961، لـ«جودي في قاعة كارنيجي» (Judy at Carnegie Hall). تايلور سويفت هي الامرأة الوحيدة في التاريخ التي تفوز بها ثلاث مرات وأديل هم المرة الوحيده التي تفور مرتين عن الألبومات الخاصة (فوز لألبوم  جريئة  و1989 و فلكلور و 21 و 25 على التوالي، كما ترشحت سويفت سابقا عن ألبوم ريد ). و كذلك، لورين هيل، نورا جونز وأليسون كروس تتشارك مع  سويفت وأديل في فوزين عموما، كل فوز كفنان رئيسي للألبومات، (The Miseducation of Lauryn Hill، Come Away with Me و Raising Sand)، (كراوس عن ألبوم مع روبرت بلانت )، فازت هيل للمرة الثانية وذلك لتعاونها مع فرقة سانتانا عن ألبوم سوبرناتشرول (إن الفنانين في ألبومات نون-ساوندتراك (non-soundtrack) لم يشاركوا في الجائزة قبل عام 2008). كما فاز فنانين أخرين (جونز عن Herbie Hancock's و River: The Joni Letters وكراوس عن the O Brother, Where Art Thou? soundtrack). أيضا، عن ألبوماتهم الخاصة، إلى جانب سويفت وأديل، حضيت فنانتين فقط بالترشيحات بعد الفوز سابقا (بوني ريت رشحت مرة أخرى عن Luck of the Draw و Longing in Their Hearts، بعد الفوز السابق لألبوم   Nick of Time، و  باربرا سترايساند عن ألبومات   People My Name Is Barbra و Color Me Barbra و Guilty and The Broadway Album، وفوز سابق كذلك عن  The Barbra Streisand Album).
تايلور سويفت هي أصغر فنانة رئيسية فازت بهذة الجائزة، وذلك بفوزها عن ألبوم «جريئة» سنة 2010 بعمر الـ20. و الامرأة الوحيدة في التاريخ التي تفوز بهذة الجائزة ثلاث مرات

## الفائزون

### عقد 2020
| العام[I]                            | الألبوم               | الفنان | فريق الإنتاج |
| ----------------------------------- | --------------------- | --- | ------------ |
| 2020                                |                       | |              |
| وين وي آول فول أسليب، وير دو وي غو؟ | بيلي إيليش            | المنتج: فينيس أوكونيل. مهندسي الصوت/المكساج: روب كينلسكي وفينيس أوكونيل. كاتبو الأغاني: بيلي إيليش أوكونيل وفينيس أوكونيل. مهندس الإتقان: جون غرينام |              |
| كوز آي لوف يو (ديلوكس)              | ليزو                  | |              |
| فاثر أوف ذا برايد                   | فامباير ويكند         | |              |
| آي، آي                              | بون إيفار             | |              |
| آي يوزد تو نو هير                   | إتش.إي.آر.            | |              |
| نورمان فكنغ روكويل!                 | لانا دل راي           | |              |
| 7                                   | ليل ناز إكس           | |              |
| ثانك يو، نيكست                      | أريانا غراندي         | |              |
| 2021                                |                       | |              |
| فوكلور                              | تايلور سويفت          | |              |
| بلاك بوماز (نسخة ديلوكس)            | بلاك بوماز            | |              |
| تشيلومبو                            | جيني أيكو             | |              |
| الآنسة فرح                          |                       | |              |
| جيسي فول. 3                         | جاكوب كولير           | |              |
| إيفريداي لايف                       | كولدبلاي              | |              |
| فيوتشر نوستالجيا                    | دوا ليبا              | |              |
| هوليوود تنزف                        | بوست مالون            | |              |
| ومين إن ميوزك الجزء. الثالث         | هايم                  | |              |
| 2022                                |                       | |              |
| وي آر                               | جون باتيست            | |              |
| باك أوف ماي مايند                   | إتش.إي.آر.            | |              |
| دوندا                               | كانييه ويست           | |              |
| إيفيرمور                            | تايلور سويفت          | |              |
| هابير ذان إيفر                      | بيلي إيليش            | |              |
| جاستس (تريبل تشوكس ديلوكس)          | جاستن بيبر            | |              |
| لوف فور سايل                        | توني بينيت وليدي غاغا | |              |
| مونتيرو                             | ليل ناز إكس           | |              |
| بلانت هير (ديلوكس)                  | دوجا كات              | |              |
| ساور                                | أوليفيا رودريغو       | |              |

^[I] وصلة كل عام مرتبطة بالمقالة الخاصة بجوائز غرامي التي أقيمت في ذلك العام.